# Литванија на Европском првенству у атлетици на отвореном 2014.
Литванија је учествовала на 22. Европском првенству у атлетици на отвореном 2014. одржаном у Цириху од 12. до 17. августа. Ово је осмо европско првенство у атлетици на отвореном на којем је Литванија учествовала. Репрезентацију Литваније представљало је 33 спортиста (17 мушкараца и 16 жена) који су се такмичили у 21 дисциплини (9 мушких и 12 женских).
На овом првенству Литванија није освојила ниједну медаљу. Оборена су три лични рекорд и остварен је један најбољи лична резултата сезоне. У табели успешности према броју и пласману такмичара који су учествовали у финалним такмичењима (првих 8 такмичара) Литванија је са 2 учесника у финалу заузела 33. место са 5 бодова.
| Пл. | Земља     | 1. место | 2. место | 3. место | 4. место | 5. место | 6. место | 7. место | 8. место | Бр. фин. | Бодови |
| --- | --------- | -------- | -------- | -------- | -------- | -------- | -------- | -------- | -------- | -------- | ------ |
| 33. | Литванија | -        | -        | -        | -        | -        | 1-3      | 1-2      | -        | 2        | 5      |

## Учесници
| Мушкарци: - Ритис Сакалаускас — 100 м, 4 х 100 м - Justinas Berzanskis — 3.000 м препреке - Жилвинас Адомавичиус — 4 х 100 м - Костас Скрабулис — 4 х 100 м - Угниус Савицкас — 4 х 100 м - Генадиј Козловски — 20 км ходање - Marius Savelskis — 20 км ходање - Мариус Жиукас — 20 км ходање - Ricardas Rekst — 50 км ходање - Тадас Шушкевичиус — 50 км ходање - Рајвидас Станис — Скок увис - Томас Витонис — Скок удаљ - Povilas Mykolaitis — Скок удаљ - Даријус Аучина — Троскок - Виргилијус Алекна — Бацање диска - Aleksas Abromavicius — Бацање диска - Andrius Gudzius — Бацање диска | Жене: - Лина Гринчикајте — 100 м - Модеста Мораускајте — 400 м, 4 х 400 м - Агне Шеркшњене — 400 м, 4 х 400 м - Егле Балчиунаите — 800 м - Живиле Балчунајте — Маратон - Раса Драздаускајте — Маратон - Ремалда Кергите — Маратон - Sonata Tamošaityte — 100 м препоне - Егле Стајшиунајте — 400 м препоне, 4 х 400 м - Ева Мисјунајте — 4 х 400 м - Неринга Ајдјетите — 20 км ходање - Brigita Virbalytė-Dimšienė — 20 км ходање - Ајрине Палшуте — Скок увис - Довиле Дзиндзалетајте — Троскок - Зинаида Сендриуте — Бацање диска - Индре Јакубајтите — Бацање копља |  |

## Резултати

### Мушкарци
| Атлетичар            | Дисциплина       | Лични рекорд | Квалификације     | Квалификације     | Полуфинале            | Полуфинале           | Финале                | Финале       | Детаљи |
| Атлетичар            | Дисциплина       | Лични рекорд | Резултат          | Место             | Резултат              | Место                | Резултат              | Место        | Детаљи |
| -------------------- | ---------------- | ------------ | ----------------- | ----------------- | --------------------- | -------------------- | --------------------- | ------------ | ------ |
| Ритис Сакалаускас    | 100 м            | 10,14 НР     | 10,40 кв, =ЛРС    | 6. у гр. 1        | 10,44                 | 8. у гр. 3           | Нису се квалификовали | 19 / 36 (37) |        |
| Justinas Berzanskis  | 3.000 м препреке | 8:42,96      | 9:01,56           | 13. у гр. 1       |                       |                      | Нису се квалификовали | 26 / 27 (28) |        |
| Жилвинас Адомавичиус | 4 х 100 м        | 39,81 НР     | 40,15             | 8. у гр. 2        | 15 / 15 (16)          |                      | Нису се квалификовали |              |        |
| Костас Скрабулис     | 4 х 100 м        | 39,81 НР     | 40,15             | 8. у гр. 2        | 15 / 15 (16)          |                      | Нису се квалификовали |              |        |
| Угниус Савицкас      | 4 х 100 м        | 39,81 НР     | 40,15             | 8. у гр. 2        | 15 / 15 (16)          |                      | Нису се квалификовали |              |        |
| Ритис Сакалаускас²   | 4 х 100 м        | 39,81 НР     | 40,15             | 8. у гр. 2        | 15 / 15 (16)          |                      | Нису се квалификовали |              |        |
| Генадиј Козловски    | 20 км ходање     | 1:24:18      |                   |                   |                       |                      | 1:27:45               | 24 / 28 (34) |        |
| Marius Savelskis     | 20 км ходање     | 1:25:00      | 1:24:54 ЛР        | 18 / 28 (34)      |                       |                      |                       |              |        |
| Мариус Жиукас        | 20 км ходање     | 1:22:09      | 1:25:43           | 22 / 28 (34)      |                       |                      |                       |              |        |
| Ricardas Rekst       | 50 км ходање     | 4:07:58      | Није завршио трку | Није завршио трку |                       |                      |                       |              |        |
| Тадас Шушкевичиус    | 50 км ходање     | 3:51:58      | 3:52:39           | 17 / 26 (35)      |                       |                      |                       |              |        |
| Рајвидас Станис      | Скок увис        | 2,31         | 2,19 кв           | 7. у гр. А        |                       |                      | Без пласмана          | Без пласмана |        |
| Томас Витонис        | Скок удаљ        | 7,87         | 7,68              | 8. у гр. А        | Нису се квалификовали | 16 / 29 (30)         |                       |              |        |
| Povilas Mykolaitis   | Скок удаљ        | 8,15 НР      | 7,66              | 9. у гр. Б        | Нису се квалификовали | 17 / 29 (30)         |                       |              |        |
| Даријус Аучина       | Троскок          | 16,84        | Није стартовао    | Није стартовао    | Није се квалификовао  | Није се квалификовао |                       |              |        |
| Виргилијус Алекна    | Бацање диска     | 73,88 НР     | 59,35             | 12. у гр. А       | Нису се квалификовали | 21 / 26 (30)         |                       |              |        |
| Aleksas Abromavicius | Бацање диска     | 63,32        | 57,10             | 14. у гр. Б       | Нису се квалификовали | 26 / 26 (30)         |                       |              |        |
| Andrius Gudzius      | Бацање диска     | 66,11        | 64,44 КВ          | 2. у гр. Б        | 60,82                 | 8 / 26 (30)          |                       |              |        |

- Такмичар у штафети обележен бројем трчао је и у појединачним дисциплинама.

### Жене
| Атлетичарка                | Дисциплина    | Лични рекорд | Квалификације | Квалификације | Полуфинале            | Полуфинале            | Финале                | Финале        | Детаљи |
| Атлетичарка                | Дисциплина    | Лични рекорд | Резултат      | Место         | Резултат              | Место                 | Резултат              | Место         | Детаљи |
| -------------------------- | ------------- | ------------ | ------------- | ------------- | --------------------- | --------------------- | --------------------- | ------------- | ------ |
| Лина Гринчикајте           | 100 м         | 11,19 НР     | 11,51 КВ      | 4. у гр. 2    | 11,52                 | 7 у гр. 2             | Није се квалификовала | =18 / 36 (37) |        |
| Модеста Мораускајте        | 400 м         | 53,18        | 55,87         | 8. у гр. 1    | Није се квалификовала | Није се квалификовала | Није се квалификовала | 27 / 29       |        |
| Агне Шеркшњене             | 400 м         | 51,62        | 52,42         | 3. у гр. 3    | 52,32                 | 6. у гр. 2            | Није се квалификовала | 9 / 29        |        |
| Егле Балчиунаите           | 800 м         | 1:59,29      | 2:08,05       | 7. у гр. 4    | Није се квалификовала | Није се квалификовала | Није се квалификовала | 26 / 29 (30)  |        |
| Живиле Балчунајте          | маратон       | 2:25:15 НР   |               |               |                       |                       | 2:39:53               | 27 / 48 (53)  |        |
| Раса Драздаускајте         | маратон       | 2:29:29      | 2:30:32       | 7 / 48 (53)   |                       |                       |                       |               |        |
| Ремалда Кергите            | маратон       | 2:35:20      | 2:35:13 ЛР    | 21 / 48 (53)  |                       |                       |                       |               |        |
| Sonata Tamošaityte         | 100 м препоне | 13,19        | 13,12         | 4. у гр. 4    | Није се квалификовала | Није се квалификовала | Није се квалификовала | =14 / 30 (31) |        |
| Егле Стајшиунајте          | 400 м препоне | 56,58        | 57,51 КВ      | 4. у гр. 3    | 56,39 ЛР              | 5. у гр. 2            | Није се квалификовала | 11 / 24 (26)  |        |
| Ева Мисјунајте             | 4 х 400 м     | 3:27,54 НР   | 3:36,25       | 7. у гр. 1    |                       |                       | Нису се квалификовале | 11 / 16       |        |
| Модеста Мораускајте²       | 4 х 400 м     | 3:27,54 НР   | 3:36,25       | 7. у гр. 1    |                       |                       | Нису се квалификовале | 11 / 16       |        |
| Егле Стајшиунајте²         | 4 х 400 м     | 3:27,54 НР   | 3:36,25       | 7. у гр. 1    |                       |                       | Нису се квалификовале | 11 / 16       |        |
| Агне Шеркшњене²            | 4 х 400 м     | 3:27,54 НР   | 3:36,25       | 7. у гр. 1    |                       |                       | Нису се квалификовале | 11 / 16       |        |
| Неринга Ајдјетите          | 20 км ходање  | 1:29:01      |               |               |                       |                       | 1:30:47               | 11 / 25 (29)  |        |
| Brigita Virbalytė-Dimšienė | 20 км ходање  | 1:30:55      | 1:32:46       | 18 / 25 (29)  |                       |                       |                       |               |        |
| Ајрине Палшуте             | Скок увис     | 1,98 НР      | 1,89 кв       | 2. у гр. Б    |                       |                       | 1,90                  | 13 / 22 (23)  |        |
| Довиле Дзиндзалетајте      | Троскок       | 14,17 НР     | 13,44         | 8. у гр. А    | Није се квалификовала | 16 / 23               |                       |               |        |
| Зинаида Сендриуте          | Бацање диска  | 65,97        | 58,69 кв      | 3. у гр. Б    | 60,65                 | 6 / 21 (22)           |                       |               |        |
| Индре Јакубајтите          | Бацање копља  | 63,65 НР     | 53,42         | 11. у гр. Б   | Није се квалификовала | 19 / 22               |                       |               |        |

- Такмичарке у штафети обележене бројем трчале су и у појединачним дисциплинама.